# Wilhelm Repin
Wilhelm Repin (ur. 26 sierpnia 1709 w Thouarcé; zm. 2 stycznia 1794 w Angers) – francuski Błogosławiony Kościoła katolickiego, męczennik, ofiara prześladowań antykatolickich okresu rewolucji francuskiej.

## Życiorys
Święcenia kapłańskie przyjął w Angers, a potem mianowano go proboszczem parafii w Martigné-Briand. W 1791 roku odmówił złożenia, sprzecznej z wiarą Kościoła, przysięgi na tzw. Konstytucję cywilną kleru. Wówczas opuścił parafię i ukrywał się w Angers; jednak aresztowano go w lipcu 1792 roku. W 1793 roku został uwolniony przez powstańców wandejskich, lecz ponownie został aresztowany w grudniu tegoż roku. Został skazany przez komisję wojskową na karę śmierci przez ścięcie na gilotynie. Wyrok wykonano 2 stycznia 1794 roku.
Wilhelma Repina beatyfikowł papieża Jan Paweł II 19 lutego 1984 roku w grupie Męczenników z Angers.